# گوستاو آکوئسون
گوستاو آکوئسون (انگلیسی: Gustave Akueson؛ زادهٔ ۲۰ دسامبر ۱۹۹۵) بازیکن فوتبال است.
وی همچنین در تیم ملی فوتبال توگو بازی کرده‌است.